# Пукач Олексій Петрович
Олексій Петрович Пукач (нар. 1 січня 1953) — колишній високопоставлений працівник МВС України, у 2000—2003 очолював підрозділи зовнішнього спостереження МВС України. 2013 року визнаний винним у вбивстві Георгія Гонгадзе і засуджений до довічного ув'язнення з позбавленням права обіймати атестовані посади, пов'язані з виконанням функцій представника влади строком на три роки та з конфіскацією всього майна, яке є його власністю.

## Біографія
Народився 1 січня 1953 року в селі Жижниківці Білогірського району Хмельницької області Української РСР. Після закінчення школи служив в армії, де займався спортом — отримав звання кандидата в майстри спорту з самбо. Наприкінці 1970-х закінчив Донецьку школу міліції, направлений на роботу до Києва.
1986 року брав участь у ліквідації наслідків аварії на Чорнобильській АЕС, де отримав другу групу інвалідності.
19 серпня 1997 року указом Президента України Кучми нагороджений відзнакою Президента України — орденом «За мужність» III ст. — за бездоганне виконання військового і службового обов'язку, виявлені при цьому мужність, відвагу та високий професіоналізм.
У 1998—2000 працював начальником управління кримінального пошуку Головного управління МВС України в місті Києві, а в 2000—2003 — першим заступником начальника та начальником Головного управління кримінального пошуку (з 2001 — Департамент оперативної служби) МВС України.
Одружений, має двох дочок-близнючок.

## Зв'язок з КДБ
Згідно з повідомленням колишнього співробітника особливо секретного спецпідрозділу МВС України, того самого, у якому служив і Пукач, він був завербований 3-м Управлінням КДБ УРСР ще в 1982 році. Пукач був негласним агентом (таємним співробітником) КДБ під оперативними призвиськами «Солдатов» та «Тіхуша». Вербування Пукача КДБ відбулось під час його служби в київській «сімці» — підрозділі «зовнішнього спостереження» УВС міста Києва.
Пукач з колегами по службі вів таємне спостереження за одним з підпільних підприємців Києва. Після одержання підприємцем від свого компаньйона великої суми грошей, Пукач разом з колегами пограбували його. Пукач з колегами не знали, що самі перебували під спостереженням КДБ. Наступного дня Пукачу запропонували таємно співпрацювати з КДБ або бути відданим під суд. Він вибрав співпрацю з КДБ і став негласним агентом Комітету.
Після того як Радянський Союз розвалився, і КДБ не стало, Пукач все одно продовжував залишатися агентом СБУ, — наполягає полковник міліції. Він же наполягає, що замовників вбивства Гонгадзе треба шукати серед колишніх і чинних співробітників спецслужб, «докази цього, — як він говорить, — у нього також є».

## Пукач та справа Гонгадзе
Судом встановлено, що 17 вересня 2000 року Пукач О. П. на виконання явно злочинного усного наказу, за попередньою змовою з Протасовим М. К., Костенком В. М. та Поповичем О. В., умисно вбив журналіста Гонгадзе Г. Р..
2003 року ім'я Пукача фігурувало у справі про викрадення й убивство відомого журналіста Георгія Гонгадзе. Пукача затримала Генеральна прокуратура України, за обвинуваченням у знищенні документів, що свідчать про стеження за Гонгадзе в травні-липні 2000 року. Так само під підозру слідчих потрапив той факт, що Пукач 2003 року з невідомої причини отримав у Києві нову трикімнатну квартиру в елітному будинку. У листопаді цього ж року Пукача звільнили під підписку про невиїзд, але він тут же зник. Прокуратура оголосила його в міжнародний розшук, і 2005 року заочно пред'явила звинувачення у вбивстві Гонгадзе. У 2003—2009 роках про реальне місцезнаходження Пукача не було відомо.
Олексій Пукач був затриманий Генпрокуратурою та СБУ 21 липня 2009 року в селі Молочки Чуднівського району Житомирської області. Він жив там зі співмешканкою у «надзвичайній бідності». Пукач одразу зізнався і почав давати визнавальні свідчення.
29 січня 2013 року Печерський суд Києва виніс вирок Пукачу у справі про вбивство журналіста Георгія Гонгадзе. Згідно з вироком, його засудили до довічного ув'язнення. На судовому засіданні на запитання судді, чи зрозумілий йому оголошений вирок, Олексій Пукач відповів:
І буде зрозуміло тоді, коли Кучма й Литвин будуть разом зі мною. Запросите в Кучми і в Литвина. Вони все розкажуть. Тому запитайте про мотив і про умисел у Литвина і у Кучми
На початку 2016 року вирок залишив чинним Апеляційний суд, а влітку Пукача етапували до Чортківської колонії у Тернопільській області.
Вдова журналіста Георгія Гонгадзе Мирослава заявила, що вимагатиме покарати не лише виконавців, а й замовників убивства її чоловіка.
15 грудня 2017 року суд перерахував за «законом Савченко» 6,5 років попереднього ув'язнення як 13 років основного покарання для колишнього начальника департаменту зовнішнього спостереження Міністерства внутрішніх справ України Олексія Пукача, засудженого за вбивство журналіста Георгія Гонгадзе. У матеріалах суду зазначається, що підсудний перебував у слідчому ізоляторі з 21 липня 2009 року до 6 січня 2016 року, тобто приблизно 6,5 років. Таким чином, станом на 10 січня 2017 року засуджений відбув вже більше 14 років тюремного ув'язнення. У касаційній скарзі Пукач просив змінити йому вирок на 15 років позбавлення волі, і якщо б це сталося, то його б випустили.
Проте, 2 липня 2021 року касаційну скаргу колишнього генерал-лейтенанта залишив без задоволення Верховний Суд.